# Egesina guerryi
Egesina guerryi är en skalbaggsart som först beskrevs av Maurice Pic 1926.  Egesina guerryi ingår i släktet Egesina och familjen långhorningar. Inga underarter finns listade i Catalogue of Life.